# Yunnanolepis
Genre
Espèces de rang inférieur
- † Y. bacboensis Tong-Dzuy & Janvier 1990
- † Y. chii Liu, 1963
- † Y. deprati Tong-Dzuy & Janvier 1990
- † Y. meemannae Thanh & Janvier 1994
- † Y. porifera Zhu 1996
- † Y. spinulosa Janvier & Phuong 1999

Yunnanolepis est un genre éteint de placodermes antiarches primitifs.

## Description
Le genre Yunnanolepsis a vécu au Dévonien inférieur et moyen dans ce qui aujourd'hui la Chine et au Dévonien moyen au Vietnam[réf. nécessaire]. 
Yunnanolepis possède une morphologie très proche de son parent un peu plus connu Bothriolepis et devait avoir une taille similaire autour de 20 centimètres.